# Corgengoux
Corgengoux település Franciaországban, Côte-d’Or megyében. Lakosainak száma 381 fő (2022. január 1.). Corgengoux Corberon, Chevigny-en-Valière, Labergement-lès-Seurre, Marigny-lès-Reullée, Meursanges és Palleau községekkel határos.

## Népesség
A település népességének változása:
| Lakosok száma | 240  | 234  | 250  | 329  | 388  | 389  | 368  | 366  | 365  | 381  |
|               | 1968 | 1982 | 1990 | 2006 | 2013 | 2015 | 2017 | 2019 | 2020 | 2022 |